# Glogi
Glogi (makedonsky: Глоѓи, albánsky: Gllogjë) je vesnice v Severní Makedonii. Nachází se v opštině Tearce v Položském regionu.

## Historie
V osmanských daňových rejstřících nemuslimského obyvatelstva z let 1627/28 je ve vesnici Glogi uváděno 18 domácností.
Podle statistiky Vasila Kančova z roku 1900 žilo ve vesnici 210 obyvatel makedonské národnosti.

## Demografie
Podle sčítání lidu z roku 2021 žije ve vesnici 1106 obyvatel. Etnické skupiny jsou:
- Albánci – 883
- Makedonci – 310
- Turci – 1